# Debiet
Het debiet (ook wel 'volumesnelheid' of 'volumedebiet' genoemd) is een natuurkundige grootheid voor een doorstromend medium uitgedrukt als volume per tijdseenheid. De grootheid wordt toegepast in de stromingsleer, hydrologie, geografie, civiele techniek, de meet- en regeltechniek en procestechniek. In de pomptechniek wordt vaak de term opbrengst gebruikt.
{\displaystyle Q={\frac {V}{t}}}
waarbij
- {\displaystyle Q} = debiet
- {\displaystyle V} = volume
- {\displaystyle t} = tijd

De grootheid wordt doorgaans uitgedrukt in de eenheid m3/s, maar waar dit in de praktijk leidt tot onhandige getallen, worden ook afgeleide eenheden gebruikt als m3/h, l/s of l/h.
Debiet kan in plaats van volume ook als massadebiet uitgedrukt worden (bijvoorbeeld als kg/s).
IUPAC prefereert de symbolen {\displaystyle q_{v}} en {\displaystyle q_{m}} voor respectievelijk volume-debiet en massa-debiet, om verwarring met het symbool {\displaystyle Q} voor warmte te vermijden.

## Vloeistoffen
In de hydrologie staat debiet voor de hoeveelheid water die een stromende watergang per tijdseenheid transporteert of afvoert. Het jaargemiddelde debiet van de Rijn aan de Nederlands-Duitse grens bedraagt bijvoorbeeld 2200 m³ per seconde.
De debietmeter is een meetinstrument waarmee het debiet van water gemeten kan worden door buizen en pijpen. Het debiet van grotere waterlopen kan alleen berekend worden uit dwarsdoorsnedes en stroomsnelheidsmetingen, of stijgsnelheden van de waterspiegel in bassins aan het eind van de waterloop (stuwmeren).
Omgekeerd kan wanneer het debiet bekend is, de gemiddelde stroomsnelheid van het water op een zekere locatie worden bepaald door deze te delen door de oppervlakte van de doorsnede van de waterloop, v = Q / A, er geldt immers:
{\displaystyle Q=A\,v}
waarbij
- {\displaystyle Q} het debiet,
- {\displaystyle A} de oppervlakte van de doorsnede
- {\displaystyle v} de snelheid van de vloeistof

In deze vorm heeft de formule een hydraulische analogie met de wet van Ohm (U = I · R) voor elektriciteit, waarbij Q ↔ U, A ↔ R en v ↔ I. Hierdoor kan stroming van water gemodelleerd worden in een analoge computer.
De dwarsdoorsnede-gemiddelde stroomsnelheid in Rijntakken in Nederland varieert van 0,5 tot 1,5 m/s, corresponderend met een A van resp. 4400 tot 1500 m2.

## Gassen
Bij gassen onder druk wordt het debiet vaak teruggerekend naar het debiet bij atmosferische druk (101,3 kPa of 1,013 bar) en een standaardtemperatuur van 0 °C. Bij een druk van 100 bar is één m³ nog maar 10 liter. Het debiet van een aardgasput kan dan bijvoorbeeld 5000 Nm³/uur zijn (waarbij de N staat voor 'Normaal', wat trouwens niet de officiële schrijfwijze is), het ongecorrigeerde debiet (dus onder de hoge praktijk druk) zou dan maar 50 m³/uur zijn.